# بوبي ديكسون
بوبي ديكسون (بالإنجليزية: Bobby Dixon)‏ مواليد 10 أبريل 1983 في شيكاغو، هو لاعب كرة سلة أمريكي. بدأ مسيرته الاحترافية في سنة 2006. يلعب مع نادي فنربخشة كلاعب هجوم خلفي. يحمل الرقم 35. يبلغ طوله 5 قدم 10 بوصة (1.8 م).

## المسيرة الاحترافية
لعب مع سانت إتيان في موسم 2006–2007، ثم لعب مع بي سي إم جرافيلين في الدوري الفرنسي في سنة 2007، ثم لعب مع تريفيزو لكرة السلة في الدوري الإيطالي في موسم 2008–2009، ثم لعب مع لو مان سارت باسكت في الدوري الفرنسي في سنة 2009، ثم لعب مع أسفيل باسكت في موسم 2009–2010، ثم لعب مع نيو باسكت برينديزي في الدوري الإيطالي في موسم 2010–2011، ثم لعب مع جاي دي أيه ديجون في الدوري الفرنسي في موسم 2011–2012، ثم لعب مع كارشياكا من سنة 2012 إلى 2015.

## إحصائيات المسيرة

### بطولات الدوري المحلية
| الموسم  | الفريق                   | الدوري                                   | لعب | دقيقة | ميداني% | ثلاثية | حرة   | ارتداد | صنع | SPG | تصدي | نقطة |
| ------- | ------------------------ | ---------------------------------------- | --- | ----- | ------- | ------ | ----- | ------ | --- | --- | ---- | ---- |
| 2006–07 | ساينت إيتين              | الدوري الفرنسي لكرة السلة الدرجة الثانية | 34  | 31.9  | .393    | .358   | .798  | 5.0    | 4.2 | 1.9 | .0   | 17.0 |
| 2006–07 | بي سي إم جرافيلين        | الدوري الفرنسي لكرة السلة الدرجة الأولى  | 3   | 31.7  | .340    | .273   | 1.000 | 6.0    | 4.0 | 1.7 | .0   | 7.7  |
| 2007–08 | بولباكك                  | الدوري البولندي لكرة السلة               | 42  | 32.8  | .498    | .358   | .750  | 4.7    | 5.1 | 2.1 | .0   | 16.6 |
| 2008–09 | تريفيزو لكرة السلة       | ليغا باسكيت الدرجة الأولى                | 17  | 31.5  | .418    | .381   | .833  | 2.9    | 3.8 | 3.1 | .1   | 12.4 |
| 2008–09 | لو مان سارت باسكت        | الدوري الفرنسي لكرة السلة الدرجة الأولى  | 17  | 31.5  | .400    | .382   | .782  | 4.7    | 5.8 | 2.1 | .0   | 15.4 |
| 2009–10 | أسفيل باسكت              | الدوري الفرنسي لكرة السلة الدرجة الأولى  | 18  | 24.8  | .525    | .314   | .682  | 3.3    | 3.4 | 1.6 | .0   | 10.4 |
| 2009–10 | تريفيزو لكرة السلة       | ليغا باسكيت الدرجة الأولى                | 9   | 29.2  | .500    | .375   | .737  | 4.0    | 2.8 | 1.4 | .1   | 11.8 |
| 2010–11 | نيو باسكت برينديزي       | ليغا باسكيت الدرجة الأولى                | 29  | 30.6  | .455    | .321   | .780  | 4.3    | 2.9 | 2.0 | .0   | 12.6 |
| 2011–12 | جاي دي أيه ديجون         | الدوري الفرنسي لكرة السلة الدرجة الأولى  | 30  | 31.0  | .447    | .326   | .753  | 4.1    | 5.1 | 1.6 | .1   | 12.4 |
| 2012–13 | نادي كارشياكا لكرة السلة | الدوري التركي لكرة السلة                 | 33  | 29.8  | .421    | .402   | .744  | 4.5    | 4.7 | 1.2 | .1   | 15.3 |
| 2013–14 | نادي كارشياكا لكرة السلة | الدوري التركي لكرة السلة                 | 35  | 32.4  | .485    | .349   | .766  | 3.5    | 4.7 | 1.3 | .1   | 14.0 |
| 2014–15 | نادي كارشياكا لكرة السلة | الدوري التركي لكرة السلة                 | 42  | 33.3  | .478    | .387   | .838  | 3.8    | 4.5 | 1.9 | .0   | 17.3 |
| 2015–16 | فنربخشة لكرة السلة       | الدوري التركي لكرة السلة                 | 30  | 31.0  | .507    | .436   | .833  | 4.1    | 5.1 | 1.6 | .1   | 12.4 |

### الدوري الأوروبي
| السنة                              | الفريق             | لعب | بدأ | دقيقة | ميداني% | ثلاثية | حرة  | ارتداد | صنع | استلاب | تصدي | نقطة | أداء |
| ---------------------------------- | ------------------ | --- | --- | ----- | ------- | ------ | ---- | ------ | --- | ------ | ---- | ---- | ---- |
| الدوري الأوروبي لكرة السلة 2009-10 | أسفيل باسكت        | 10  | 10  | 28.0  | .451    | .353   | .750 | 2.6    | 3.1 | 1.4    | .0   | 11.5 | 9.8  |
| 2015–16                            | فنربخشة لكرة السلة | 28  | 21  | 24.7  | .405    | .379   | .895 | 3.3    | 3.6 | 1.0    | .1   | 10.8 | 11.4 |
| المسيرة                            | المسيرة            | 38  | 31  | 25.6  | .417    | .373   | .845 | 3.1    | 3.5 | 1.1    | .1   | 11.0 | 11.0 |

## روابط خارجية
- بوبي ديكسون على موقع الاتحاد الدولي لكرة السلة (الإنجليزية)
- بوبي ديكسون على موقع الدوري الأوروبي لكرة السلة (الإنجليزية)
- بوبي ديكسون على موقع كرة السلة الأوروبية.كوم (الإنجليزية)
- بوبي ديكسون على موقع كلية كرة السلة في سبورتس رفرنس.كوم (الإنجليزية)
- بوبي ديكسون على موقع ريلجم (الإنجليزية)
- بوبي ديكسون على موقع بروبوليرز (الإنجليزية)
- بوبي ديكسون على موقع سبورتس رفرنس (الإنجليزية)